# Elias Neto
José Elias Antunes Neto (Cáceres) é um jornalista e radialista brasileiro.
Foi contratado pela TV Centro América em 1984. Saiu da emissora 37 anos depois recebendo homenagens da toda a equipe.
Ele cursou mestrado em Estudos de Cultura Contemporânea na Universidade Federal de Mato Grosso (UFMT).
Neto é faixa preta de karatê.